# Steinbach am Attersee
Steinbach am Attersee osztrák község Felső-Ausztria Vöcklabrucki járásában. 2018 januárjában 866 lakosa volt.

## Elhelyezkedése

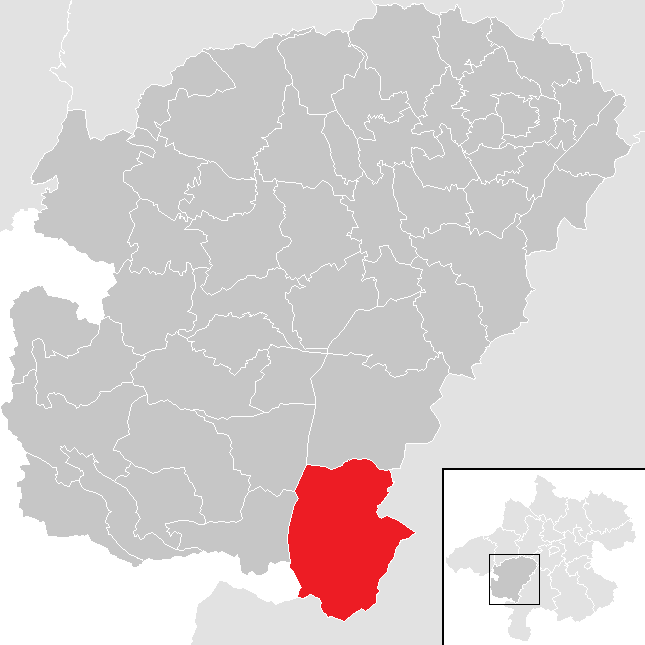
Steinbach am Attersee a Vöcklabrucki járásban

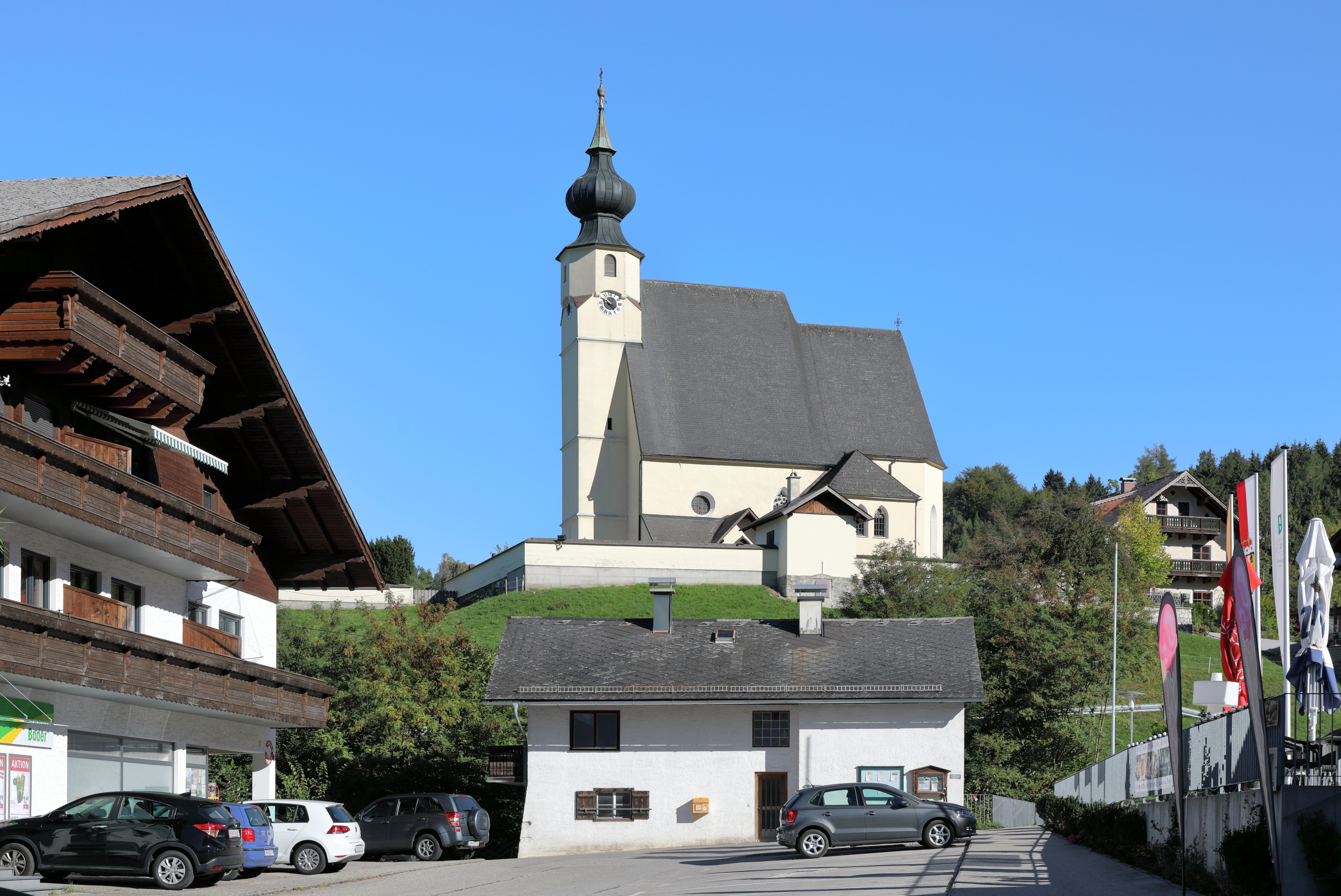
A Szt. András-plébániatemplom

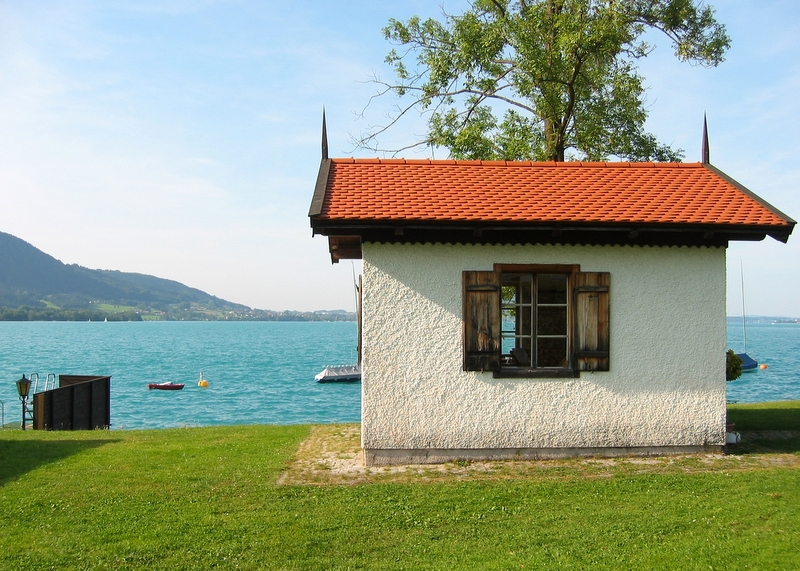
Gustav Mahler "zeneszerzőházikója"

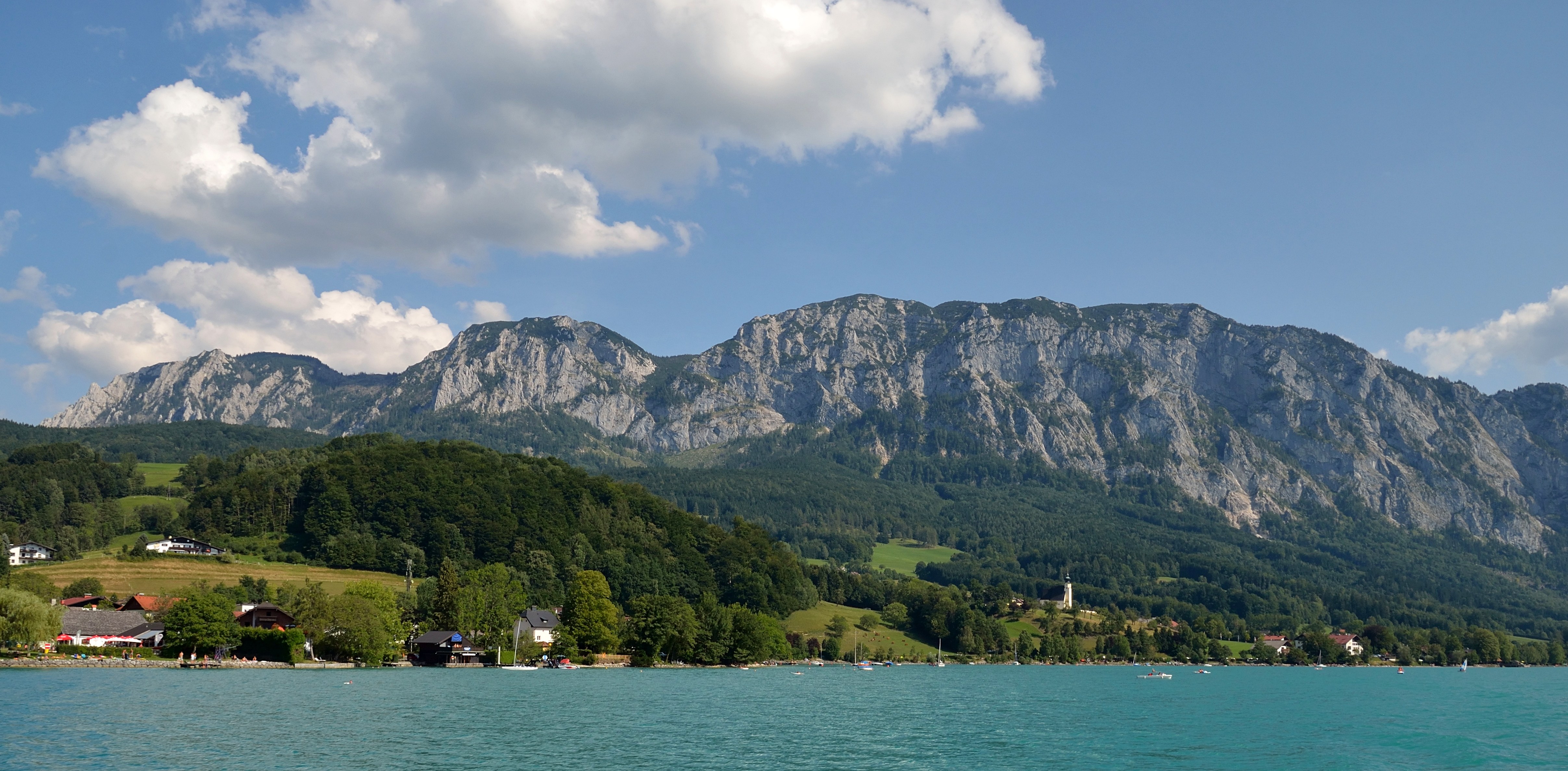
A Höllengebirge hegysége a tó felől (Jobbra a Szt. András-templom)

Steinbach am Attersee Felső-Ausztria Hausruckviertel régiójában helyezkedik el, az Attersee délkeleti partján. Területének keleti része a Höllengebirge hegységhez tartozik; legmagasabb pontja a Grünalmkogel (1821 m). Legfontosabb folyóvizei a Kienbach, a Steinbach és a Dürrenbach. Területének 59,8%-a erdő, 6% áll mezőgazdasági hasznosítás alatt. Az önkormányzat 17 településrészt és falut egyesít: Berg (16 lakos 2018-ban), Blümigen (37), Dorf (57), Feld (28), Forstamt (21), Gmauret (6), Haslach (16), Hochlecken (0), Kaisigen (110), Kienklause (6), Kiental (13), Oberfeichten (29), Seefeld (101), Steinbach am Attersee (155), Unterfeichten (94), Unterroith (63) és Weißenbach am Attersee (114). 
A környező önkormányzatok: nyugaton Unterach am Attersee, északnyugaton Nußdorf am Attersee, északon Weyregg am Attersee, északkeleten Altmünster, keleten Ebensee am Traunsee, délkeleten Bad Ischl, délnyugaton Sankt Wolfgang im Salzkammergut és Sankt Gilgen (Salzburg tartomány). 

## Története
A község területe az újkőkor óta lakott, erről többek között egy itt talált kőbalta tanúskodik. Az ókorban kelták telepedtek meg a térségben, a feltételezések szerint a mai templom helyén pogány kultuszhelyet látogattak. A helyi legenda szerint a templomot eredetileg egy dombra akarták építeni, de az ácsok észrevették, hogy forgácsaikat a következő napon a madarak áthordták a mai helyszínre.
A "Steinpah" helynév már a 9. században megjelenik a mondseei apátság kódexeiben. A kora középkorban állítólag még önálló egyházközség volt, de legalább 1120-tól már St. Georgen im Attergau plébániája alá rendelték, a 19. században Unterachhoz tartozott és csak 1890-ben vált önállóvá. Templomát 1276-ban említik először. A falu egészen 1848-ig a mai St. Georgenben fekvő Kogl várának uradalmához tartozott. A félreeső, forgalmas utaktól távoli kis falvakban az ellenreformáció után is jelentős volt a titkos protentánsok száma, ezért Mária Terézia 1752-ben missziós intézetet állított fel, amelyet 1780-ban zártak be. A községi önkormányzatok megalakulásakor a Steinbachot a szomszédos Weyregg tanácsához csatolták, amelytől 1886-ban szakadt el. Gustav Mahler Steinbachban komponálta 2. és 3. szimfóniáját, amikor két nyarat a tó partján töltött.  
Steinbach 1918-tól Felső-Ausztria tartományhoz, az 1938-as Anschluss után pedig a Német Birodalom Oberdonaui gaujához tartozott. A második világháború után visszakerült Felső-Ausztriához.

## Lakosság
A Steinbach am Attersee-i önkormányzat területén 2018 januárjában 866 fő élt. A lakosságszám 1991-ben érte el csúcspontját 1002 fővel, majd visszaesett, ám az utóbbi években ismét növekedésnek indult. 2015-ben a helybeliek 89,6%-a volt osztrák állampolgár; a külföldiek közül 5,3% a régi (2004 előtti), 2,4% az új EU-tagállamokból érkezett. 0,6% a volt Jugoszlávia (Szlovénia és Horvátország nélkül) vagy Törökország, 2,1% egyéb országok polgára. 2001-ben a lakosok 78,3%-a római katolikusnak, 9,7% evangélikusnak, 1,4% ortodoxnak, 1,3% mohamedánnak, 5,2% pedig felekezeten kívülinek vallotta magát. Ugyanekkor 2 magyar élt a községben. A legnagyobb nemzetiségi csoportokat a német (96,1%) mellett a szerbek (1,1%) és a horvátok (1%) alkották. 

## Látnivalók
- a Szt. András-plébániatemplom egy dombtetőn áll a község központjában. A 19. században pogány istenszobrokat találtak a temetőben és a legendák szerint a domb alatt egy barlangban meleg forrás fakadt, ezért feltételezik, hogy korábban pogány kultuszhely volt. I.sz. 760 körül már állhatott itt egy keresztény templom. A késő gótikus mai épületet 1516 körül emelték, tornya kb. száz évvel régebbi.
- a tóparton található az ún. zeneszerzőházikó, amelyben Mahler lakott, amikor 1893-ban és 1896-ban itt töltötte a nyári hónapokat.
- a Villa Langert Josef Brauner bécsi autógyáros építtette 1891-ben.
- a weißenbachi erdészházat Gustav Klimt bérelte ki 1914-1916-ban és kétszer meg is festette.
- a helytörténeti és favágómúzeum

## Fordítás
- Ez a szócikk részben vagy egészben  a   Steinbach am Attersee című német Wikipédia-szócikk ezen változatának fordításán alapul.  Az eredeti cikk szerkesztőit annak laptörténete sorolja fel. Ez a jelzés csupán a megfogalmazás eredetét és a szerzői jogokat jelzi, nem szolgál a cikkben szereplő információk forrásmegjelöléseként.